# Гаулика, Николай Григорьевич
Николай Григорьевич Гаулика (16.09.1920 — после 1985) — звеньевой колхоза «Днестр» Сорокского района Молдавской ССР, Герой Социалистического Труда (23.06.1966).
Родился 16 сентября 1920 года в селе Залучены Сорокского уезда (ныне Каменский район). Член КПСС с 1952 года.
В 1944 году после освобождения села от румынской оккупации призван в Советскую Армию. Участник Великой Отечественной войны. Демобилизовался в 1946 году.
В 1946—1958 годах секретарь, председатель исполкома Залученского сельского совета, председатель колхоза «Большевик» (с. Залучены).
С 1959 года звеньевой, бригадир полеводческой бригады колхоза «Днестр» (с. Немировка Сорокского (с 1969 г. Каменского) района Молдавской ССР).
Его звено и бригада из года в год получали высокие урожаи сельскохозяйственных культур.
С 1981 года на пенсии.
За успехи, достигнутые в увеличении производства и заготовок пшеницы, кукурузы, других зерновых и кормовых культур Указом Президиума Верховного Совета СССР от 23 июня 1966 года присвоено звание Героя Социалистического Труда с вручением ордена Ленина и золотой медали «Серп и Молот».
Награждён орденом Отечественной войны II степени (06.04.1985).
Депутат Верховного Совета Молдавской ССР 7-го созыва.